# Stazione meteorologica di Capo San Lorenzo
La stazione meteorologica di Capo San Lorenzo (in sardo: Istazione meteoròlogica de Santu Larentu) è la stazione di riferimento per il servizio meteorologico dell'Aeronautica Militare e per l'Organizzazione meteorologica mondiale, relativa all'omonima località lungo la costa orientale della Sardegna.

## Caratteristiche
La stazione si trova nell'Italia insulare, in Sardegna, nella provincia del Sud Sardegna, nel comune di Villaputzu, presso il poligono a mare del Salto di Quirra situato nella località di capo San Lorenzo a 22 metri s.l.m. e alle coordinate geografiche 39°29′52.77″N 9°37′46.84″E.

## Medie climatiche ufficiali

### Dati climatologici 1961-1990
In base alla media trentennale di riferimento (1961-1990) per l'Organizzazione meteorologica mondiale, la temperatura media del mese più freddo, gennaio, si attesta a +10,2 °C; quella del mese più caldo, agosto, è di +24,5 °C.
Le precipitazioni medie annue si attestano a 578 mm, mediamente distribuiti in 45 giorni, con accentuato minimo in estate, picco in inverno e massimo secondario in autunno.
| Capo San Lorenzo (1961-1990) | Mesi | Mesi | Mesi | Mesi | Mesi | Mesi | Mesi | Mesi | Mesi | Mesi | Mesi | Mesi | Stagioni | Stagioni | Stagioni | Stagioni | Anno  |
| Capo San Lorenzo (1961-1990) | Gen  | Feb  | Mar  | Apr  | Mag  | Giu  | Lug  | Ago  | Set  | Ott  | Nov  | Dic  | Inv      | Pri      | Est      | Aut      | Anno  |
| ---------------------------- | ---- | ---- | ---- | ---- | ---- | ---- | ---- | ---- | ---- | ---- | ---- | ---- | -------- | -------- | -------- | -------- | ----- |
| T. max. media (°C)           | 14,3 | 14,7 | 15,9 | 18,0 | 22,7 | 26,6 | 29,8 | 29,9 | 27,1 | 23,2 | 18,9 | 15,6 | 14,9     | 18,9     | 28,8     | 23,1     | 21,4  |
| T. min. media (°C)           | 6,1  | 6,4  | 7,3  | 9,1  | 12,4 | 16,3 | 18,9 | 19,0 | 17,2 | 14,1 | 9,4  | 7,8  | 6,8      | 9,6      | 18,1     | 13,6     | 12,0  |
| Precipitazioni (mm)          | 67,2 | 79,7 | 52,1 | 48,3 | 36,2 | 15,7 | 1,8  | 21,9 | 38,5 | 78,3 | 63,4 | 74,9 | 221,8    | 136,6    | 39,4     | 180,2    | 578,0 |
| Giorni di pioggia            | 5    | 6    | 4    | 4    | 3    | 2    | 0    | 2    | 3    | 5    | 5    | 6    | 17       | 11       | 4        | 13       | 45    |

## Valori estremi

### Temperature estreme mensili dal 1964 ad oggi
Nella tabella sottostante sono riportate le temperature massime e minime assolute mensili, stagionali ed annuali dal 1964 ad oggi, con il relativo anno in cui queste sono state registrate. La minima assoluta di -2,4 °C è del gennaio 1979 e del gennaio 1981, mentre la massima assoluta del periodo esaminato di +47,0 °C è del 24 luglio 2023, valore che (al pari dei controversi 47,0 °C registrati alla stazione meteorologica di Foggia Amendola il 25 giugno 2007) risulta essere il secondo più alto a livello nazionale di una stazione ufficiale italiana, dietro soltanto al valore di 47,4 °C registrato alla stazione meteorologica di Olbia Costa Smeralda nello stesso giorno.
| Capo San Lorenzo (1964-2023) | Mesi        | Mesi        | Mesi        | Mesi        | Mesi        | Mesi        | Mesi        | Mesi        | Mesi        | Mesi        | Mesi        | Mesi        | Stagioni | Stagioni | Stagioni | Stagioni | Anno |
| Capo San Lorenzo (1964-2023) | Gen         | Feb         | Mar         | Apr         | Mag         | Giu         | Lug         | Ago         | Set         | Ott         | Nov         | Dic         | Inv      | Pri      | Est      | Aut      | Anno |
| ---------------------------- | ----------- | ----------- | ----------- | ----------- | ----------- | ----------- | ----------- | ----------- | ----------- | ----------- | ----------- | ----------- | -------- | -------- | -------- | -------- | ---- |
| T. max. assoluta (°C)        | 25,2 (2007) | 26,4 (1978) | 29,8 (1981) | 29,2 (2006) | 38,8 (1997) | 46,2 (1982) | 47,0 (2023) | 43,6 (2007) | 41,4 (2008) | 34,0 (2022) | 31,2 (2009) | 28,0 (2009) | 28,0     | 38,8     | 47,0     | 41,4     | 47,0 |
| T. min. assoluta (°C)        | −2,4 (1979) | −2,0 (1965) | 0,0 (1973)  | 1,8 (1980)  | 5,0 (1977)  | 8,8 (1991)  | 12,4 (1978) | 13,0 (1968) | 9,6 (1977)  | 4,6 (1974)  | −0,6 (1975) | −1,8 (1996) | −2,4     | 0,0      | 8,8      | −0,6     | −2,4 |